# Douglas Slocombe
Douglas Slocombe (Londen, 10 februari 1913 – aldaar, 22 februari 2016) was een Engels cameraman.
Slocombe begon zijn carrière eind de jaren 30 als cameraman voor het bioscoopnieuws. Hij filmde onder meer de Duitse invasie in Polen in 1939.
Slocombe was onder andere werkzaam voor de films The Young Ones (1961), The Italian Job (1969), Jesus Christ Superstar (1973), de James Bondfilm Never Say Never Again (1983) en de eerste drie Indiana Jonesfilms, die tussen 1981 en 1989 werden uitgebracht. Slocombe werkte samen met onder meer Steven Spielberg, John Huston en Roman Polański, en filmde onder meer Elizabeth Taylor, Richard Burton, Harrison Ford, Katharine Hepburn en Cliff Richard. Begin jaren 80 moest hij minder werken in verband met een oogaandoening. Na diverse operaties verslechterden zijn ogen, wat hem eind 1989 tot stoppen dwong. Hij ging in West-Londen wonen met zijn dochter.
Slocombe kreeg in totaal drie Oscarnominaties: voor Travels with My Aunt (1973), Julia (1977) en Raiders of the Lost Ark (1981) (Oscar voor beste camerawerk). Hij won ook drie BAFTA's: voor The Servant (1964), The Great Gatsby (1974) en Julia (1977).
In 2008 werd de Orde van het Britse Rijk (OBE) aan hem toegekend.
Hij overleed in 2016, kort na zijn 103e verjaardag.

## Filmografie
- 1942 · The Big Blockade
- 1945 · Dead of Night
- 1946 · The Captive Heart
- 1947 · Hue and Cry
- 1948 · Saraband for Dead Lovers
- 1948 · It Always Rains on Sunday
- 1949 · Kind Hearts and Coronets
- 1951 · The Man in the White Suit
- 1951 · The Lavender Hill Mob
- 1952 · Mandy
- 1953 · The Titfield Thunderbolt
- 1957 · The Smallest Show on Earth
- 1957 · The Man in the Sky
- 1960 · Circus f Horrors
- 1961 · Taste of Fear
- 1961 · The Young Ones
- 1962 · Freud
- 1962 · The L-Shaped Room
- 1963 · The Servant
- 1964 · Guns at Batasi
- 1965 · A High Wind in Jamaica
- 1966 · The Blue Max

- 1967 · Robbery
- 1967 · The Fearless Vampire Killers
- 1968 · The Lion in Winter
- 1969 · The Italian Job
- 1970 · The Music Lovers
- 1971 · Murphy's War
- 1972 · Travels with My Aunt
- 1973 · Jesus Christ Superstar
- 1974 · The Great Gatsby
- 1974 · The Maids
- 1975 · Rollerball
- 1977 · Nasty Habits
- 1977 · Julia
- 1978 · Caravans
- 1979 · The Lady Vanishes
- 1980 · Nijinsky
- 1981 · Raiders of the Lost Ark
- 1983 · Never Say Never Again
- 1983 · The Pirates of Penzance
- 1984 · Indiana Jones and the Temple of Doom
- 1986 · Lady Jane
- 1989 · Indiana Jones and the Last Crusade